# Papakha

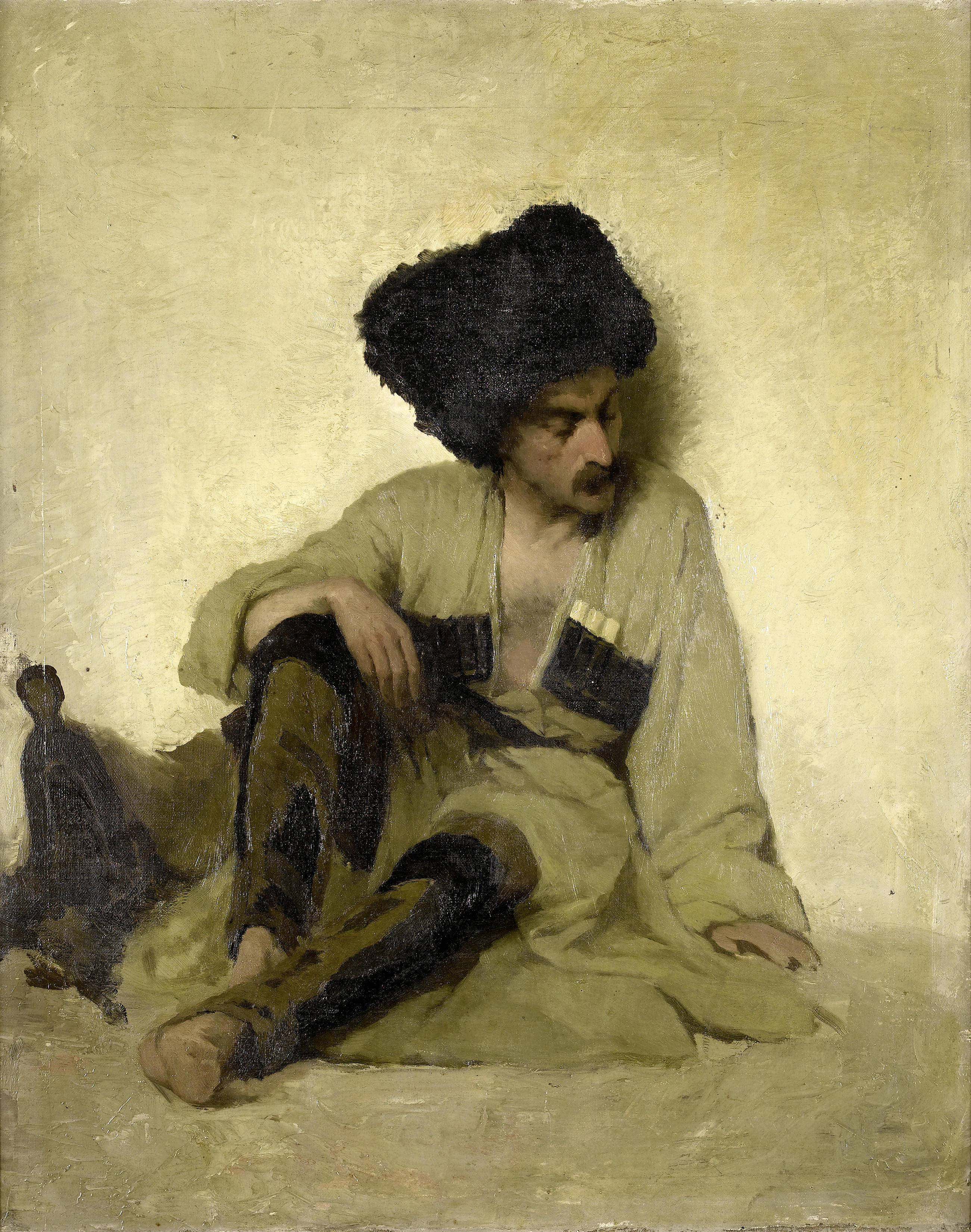
Un home caucàsic amb papakha

El papakha (georgià: ფაფახი, papakhi. , [ pʰapʰaχi ]. ) és un barret de llana que porten els homes a tot el Caucas i també als regiments uniformats de la regió i més enllà. La paraula papakha és d'origen turc ( papakh ).
La paraula papak és també un component de l'etnonímia d'un grup turc de relació incerta : els « Karapapak » (littéralement « papakh negre » en llengua de l'azerbaïdjan ).

## Estils
Hi ha dos tipus diferents de papakha caucàsic. Un, anomenat papaha, és un barret de pell alt, generalment fet de pell d'ovella karakul. El barret té l'aspecte general d'un cilindre amb un extrem obert i es col·loca sobre el cap de manera que la vora toqui les temples. Alguns exemples tenen orelleres que es poden plegar quan no s'utilitzen. L'altre estil s'anomena kubanka i és semblant a la papaha, però més curt i sense orelles.

## Prevalència
Els papaqs són molt importants per als pobles muntanyosos del Caucas, on el barret d'un home es considera una part molt important de la seva identitat. Els papakhi els porten els circassis, els txetxens, els daghestanis i altres tribus caucàsiques. Els papakhas també es porten a Geòrgia, sobretot a les regions muntanyoses de Pshavi, Khevi, Mtiuleti i Tusheti. El 1855, després de les campanyes a les muntanyes del Caucas, el Papakha va ser introduït a l'exèrcit rus com a part oficial de l'uniforme dels cosacs, i més tard per a la resta de la cavalleria. Papaq també és molt comú a Azerbaidjan, Armènia, Turkmenistan, Uzbekistan, així com entre els uigures.

## Uniformes de l'exèrcit rus i soviètic

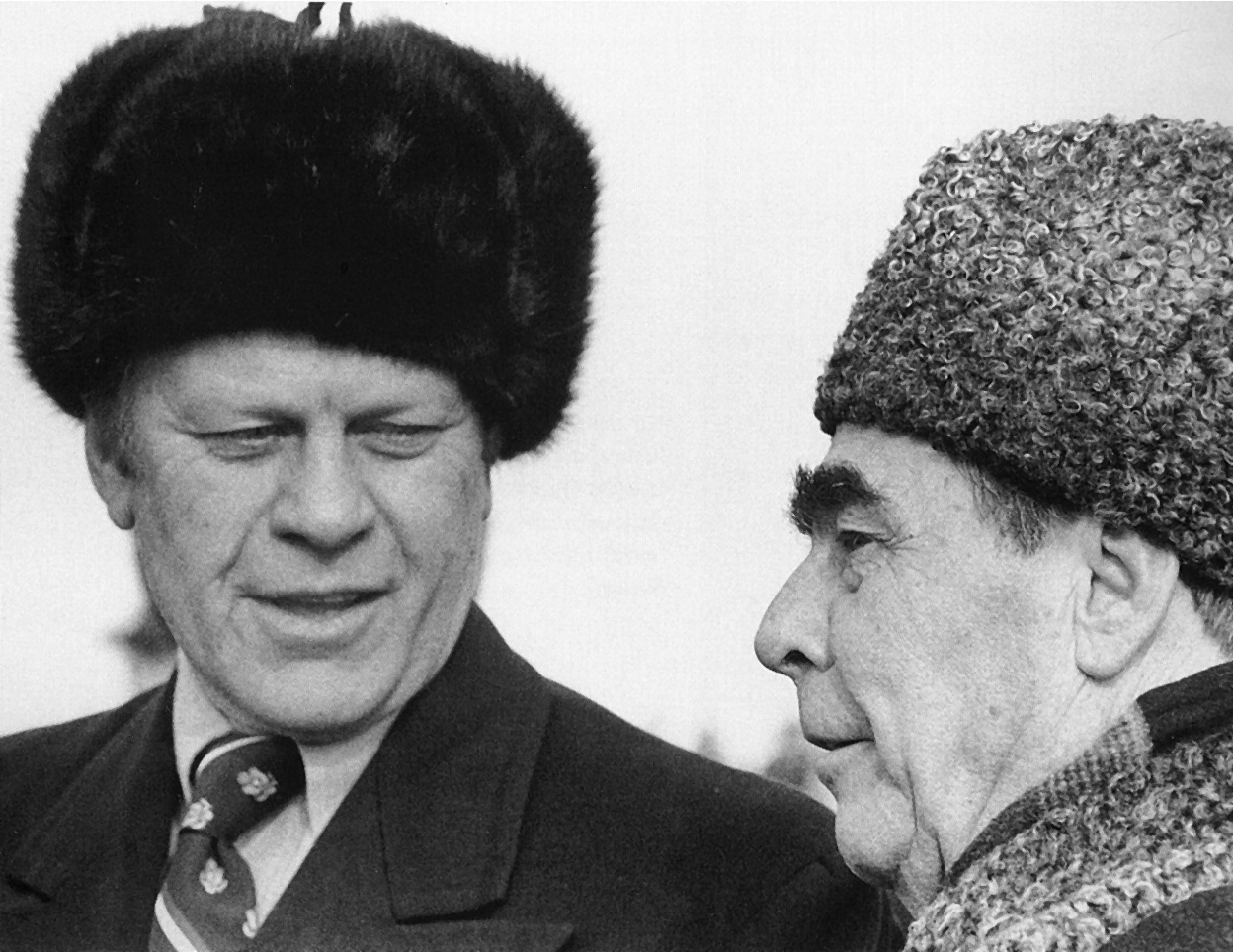
Leonid Brézhnev portant un papakha o karakul i Gerald Ford amb un ushanka, el 1974 a Vladivostok.

Poc després de la revolució russa de 1917, els papakhas van ser retirats del nou uniforme de l'Exèrcit Roig per la seva associació amb l'antic règim tsarista i pel fet que molts regiments cosacs de l'exèrcit tsarista van lluitar contra els bolxevics. Durant la Guerra Civil Russa, molts cavallers i oficials bolxevics (com Vasily Xapaiev ) portaven papakhas o kubankas perquè molts d'ells eren cosacs i el barret havia format part de l'uniforme de cavalleria.
1935, però el 1941 es van reservar exclusivament per als coronels, generals i mariscals, convertint-se així en un símbol d'estatus i alt rang. Molt més tard, durant el mandat d'Andrei Grechko com a ministre de Defensa, l'Armada va seguir el mateix, introduint la seva pròpia versió diferent semblant a un petit "kubanka" amb una visera, que va rebre el sobrenom de "шапка с ручкой" ("el barret amb un mànec" ) per les tropes.
L'any 1994, van tornar a ser retirats de l'ús militar. Suposadament, això va ser a petició dels portadors, que van trobar el barret ineficient. (Com que la papakha és un barret relativament curt que no protegeix bé les orelles, pot ser que s'adapti al clima suau del Caucas, però no per baixar les temperatures en altres llocs. L'acte d'eliminar els papakhas es va veure en alguns sectors com un L'intent del règim de Boris Eltsin d'abandonar les tradicions soviètiques anteriors i demostrar simbòlicament el compromís del país amb un nou curs polític restablert.. Els papakhas també han estat utilitzats per la milícia popular de Luhansk recolzada per Rússia tant a la guerra de Donbas com a la invasió russa d'Ucraïna.

## Papakha contemporània
L'herència de Papakha prové de l'Àsia Central i el Caucas i es fa servir a tota la regió, incloent Azerbaidjan, Geòrgia, Armènia i el Caucas del Nord, així com Rússia i Ucraïna, Turquia, Kazakhstan, Uzbekistan, Turkmenistan (anomenat telpek ) i també Pèrsia.

## Galeria

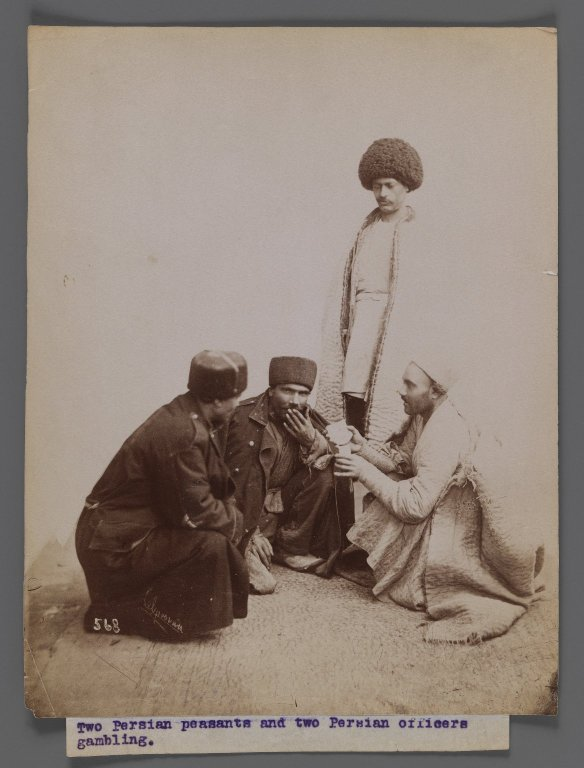
Dos pagesos perses i dos oficials perses jugant, entre 1876 i 1933; el camperol dempeus porta una papakha. Museu de Brooklyn
El poeta i escriptor georgià Vazha-Pshavela (centre) amb una papakha georgiana amb la seva família
El comandant militar armeni Andranik amb papakha
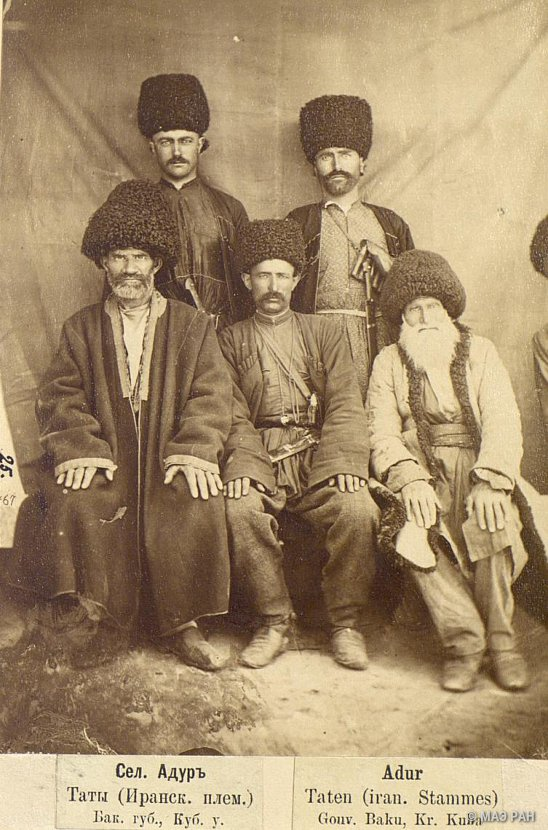
Tat homes amb papakha
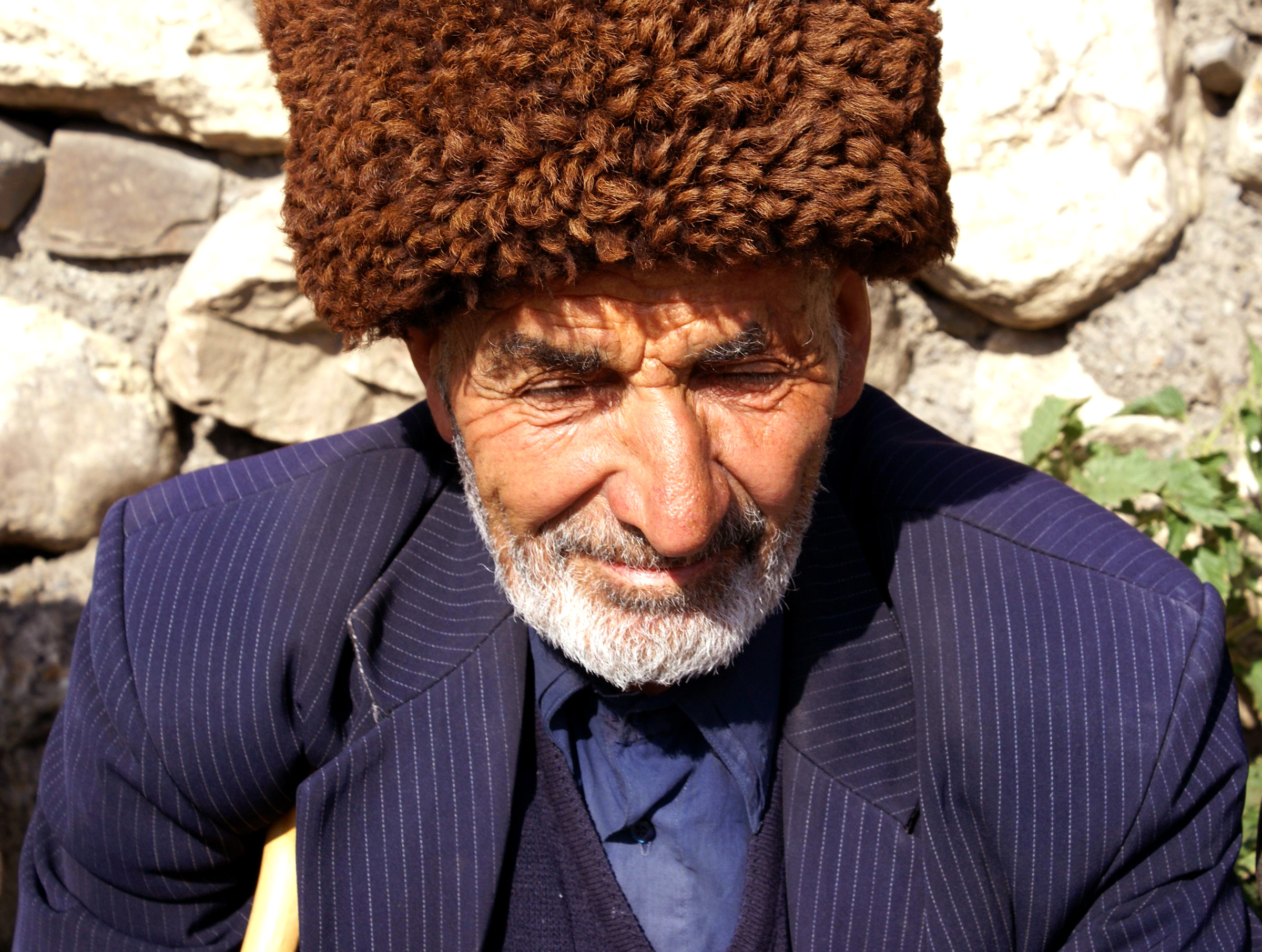
Un home de Khinalug amb una papakha
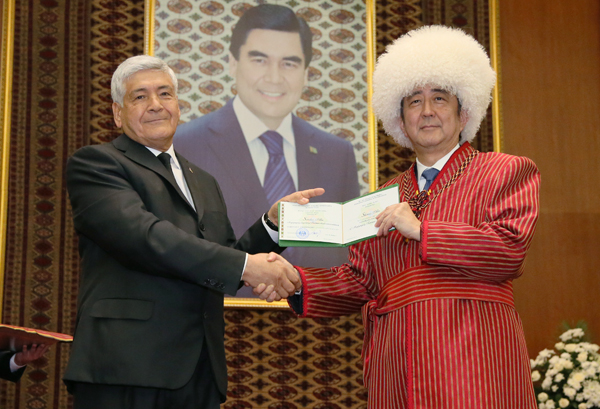
El primer ministre japonès Shinzo Abe (dreta) amb una papakha ( telpek ) al costat del rector de la Universitat Estatal Magtymguly Turkmen Gurtnyyaz Nurlyyewic Hanmyradow (esquerra)
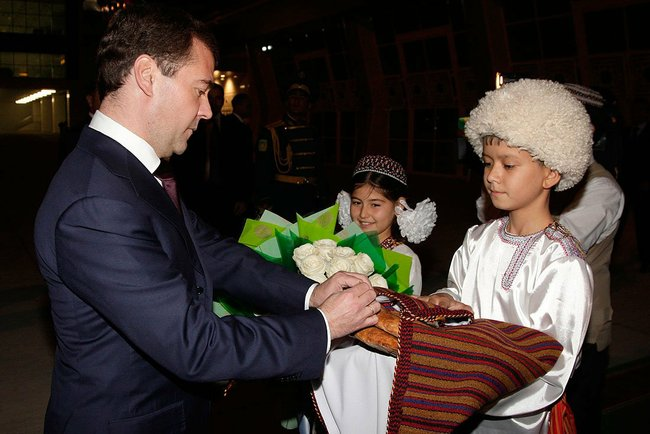
Noi turcomà que porta una papakha ( telpek ) amb el president rus Dmitri Medvedev a l'aeroport internacional de Turkmenbashi
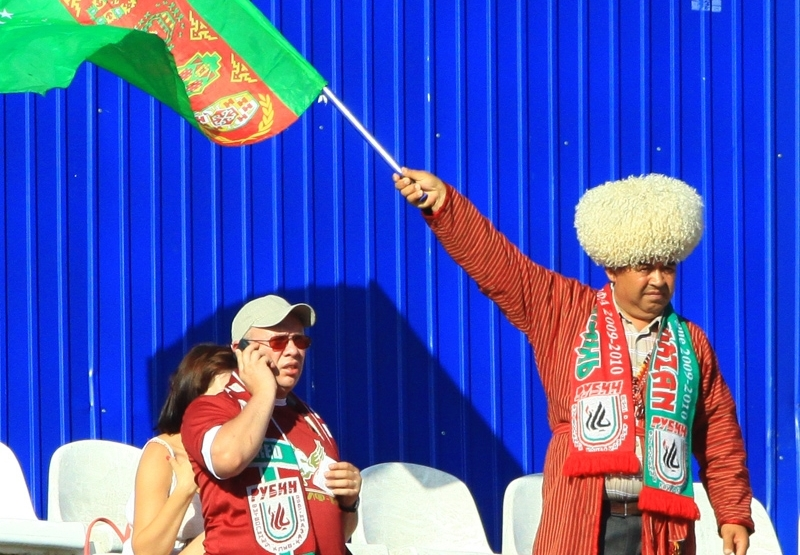
Fan del futbol turcomà amb una papakha (dreta)
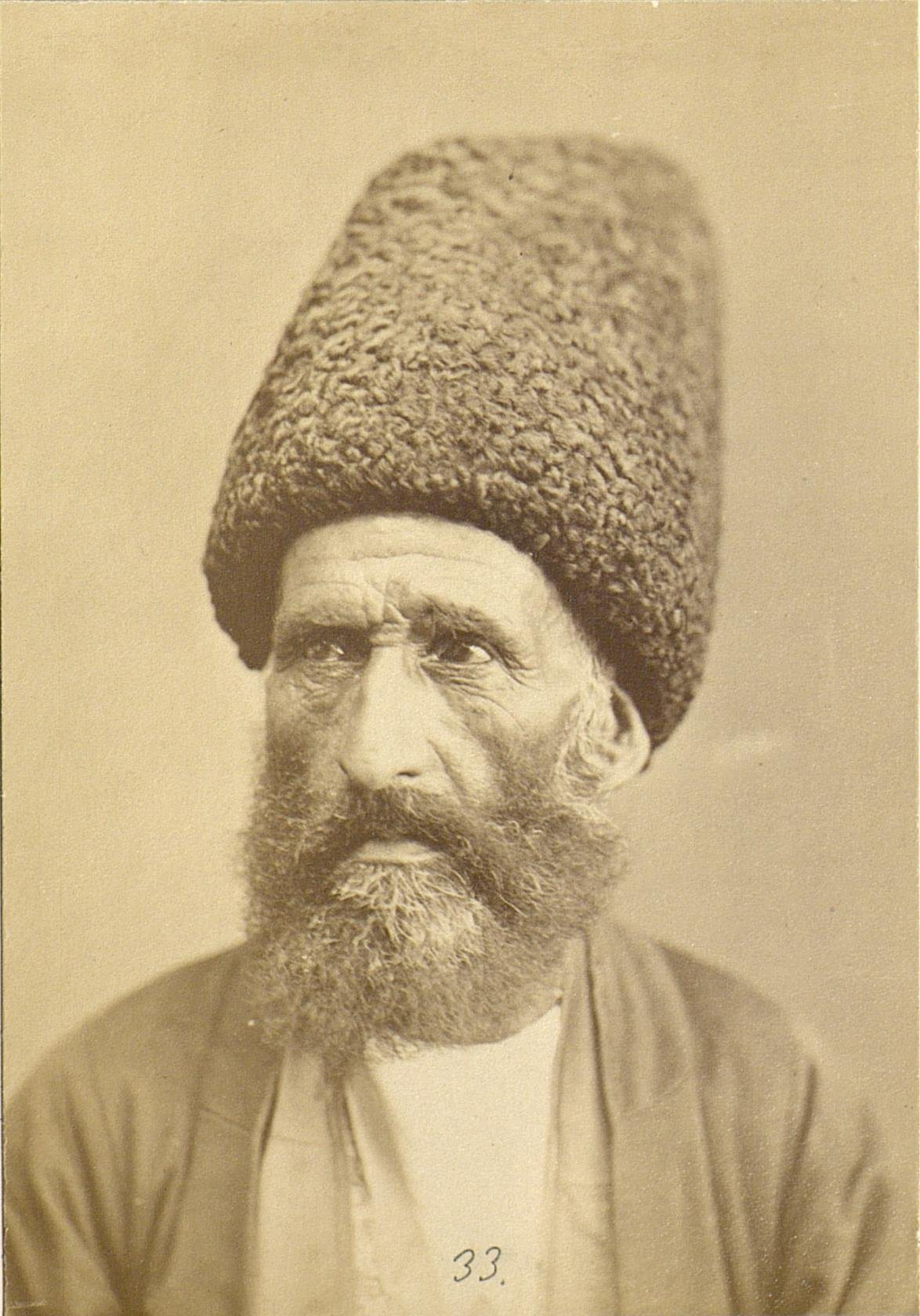
Ancià azerbaidjanès a Papakh
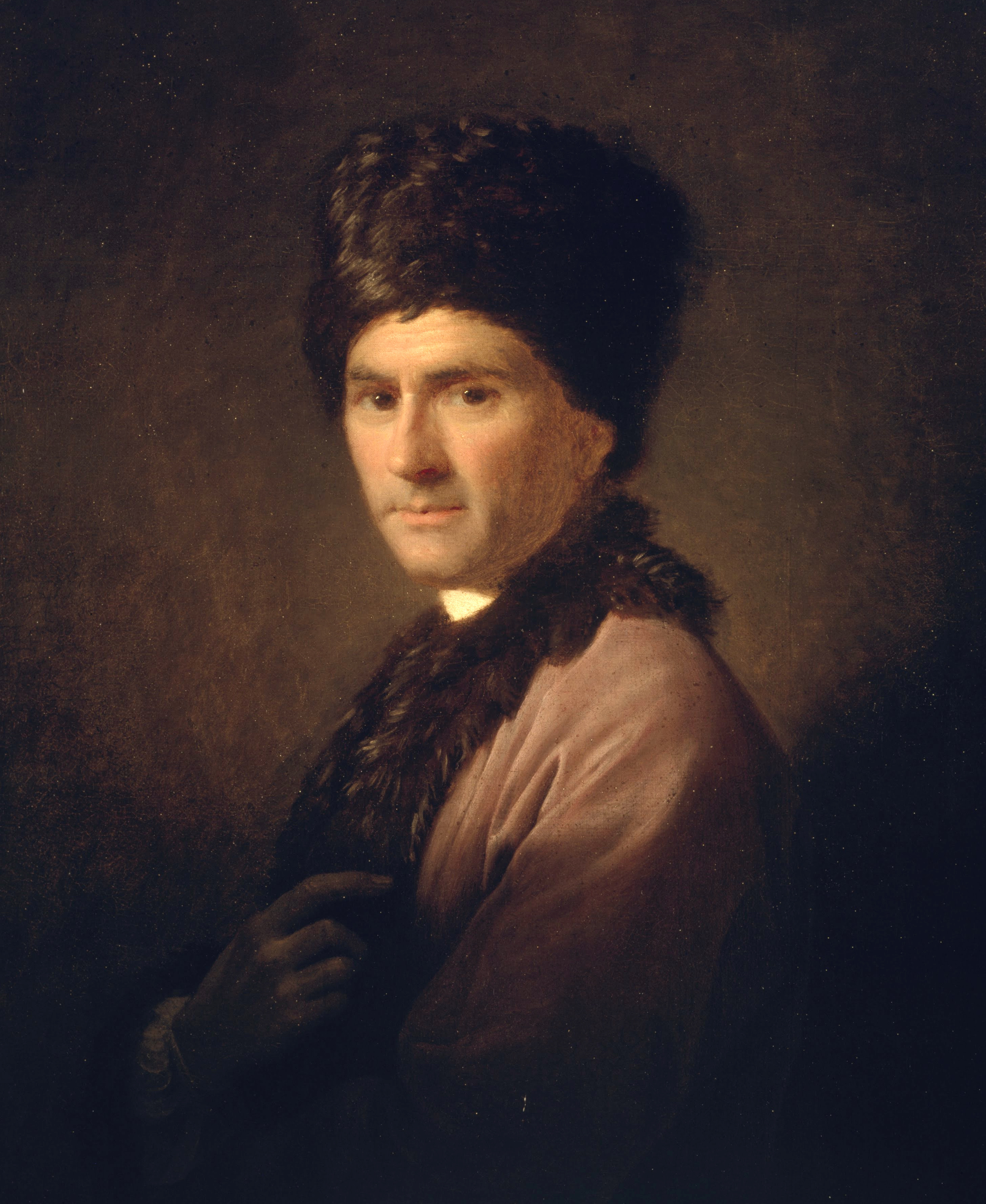
Retrat de 1766 de Rousseau amb una papakha armenia i vestit, Allan Ramsay
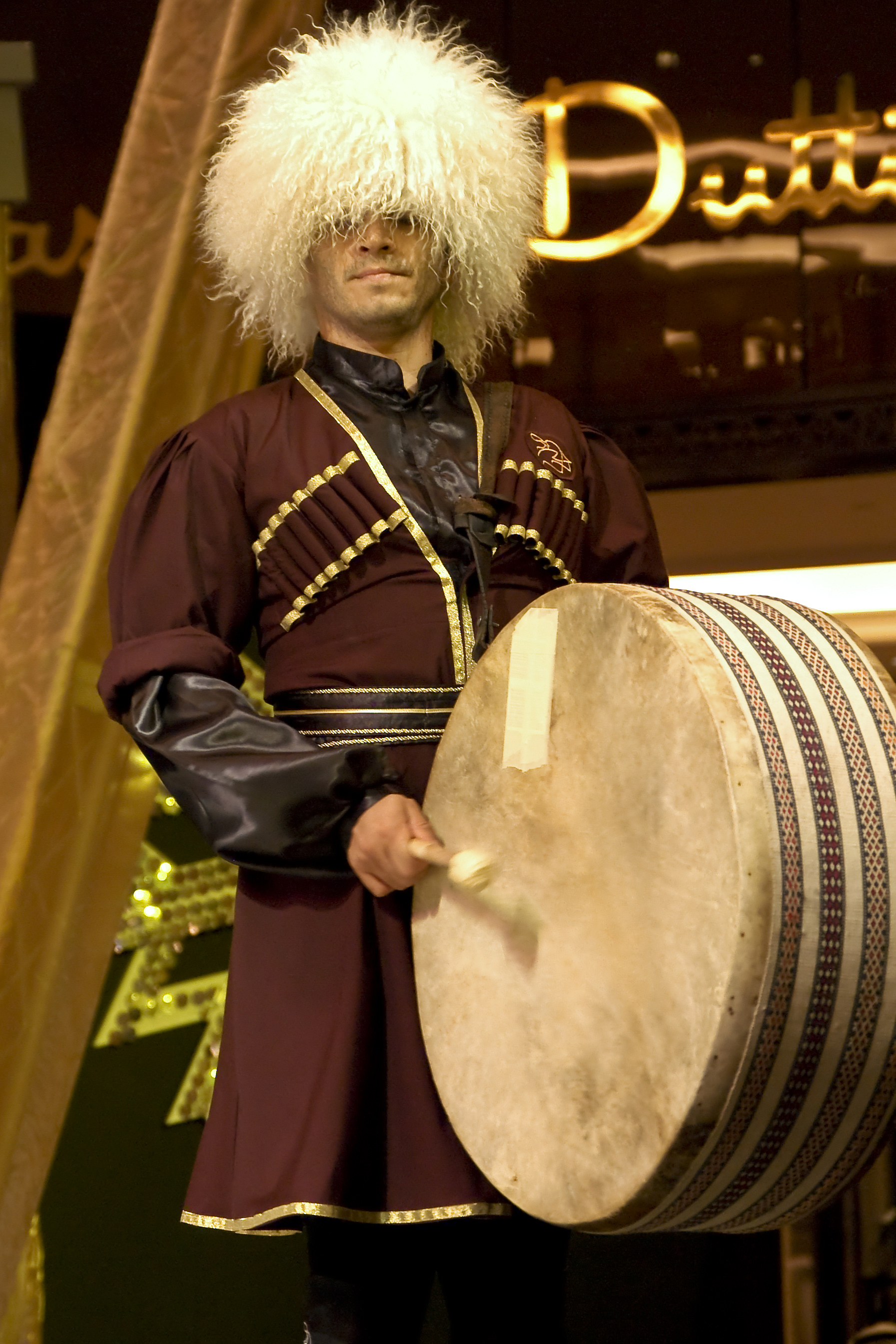
Roba i instruments musicals tradicionals azerbaidjans
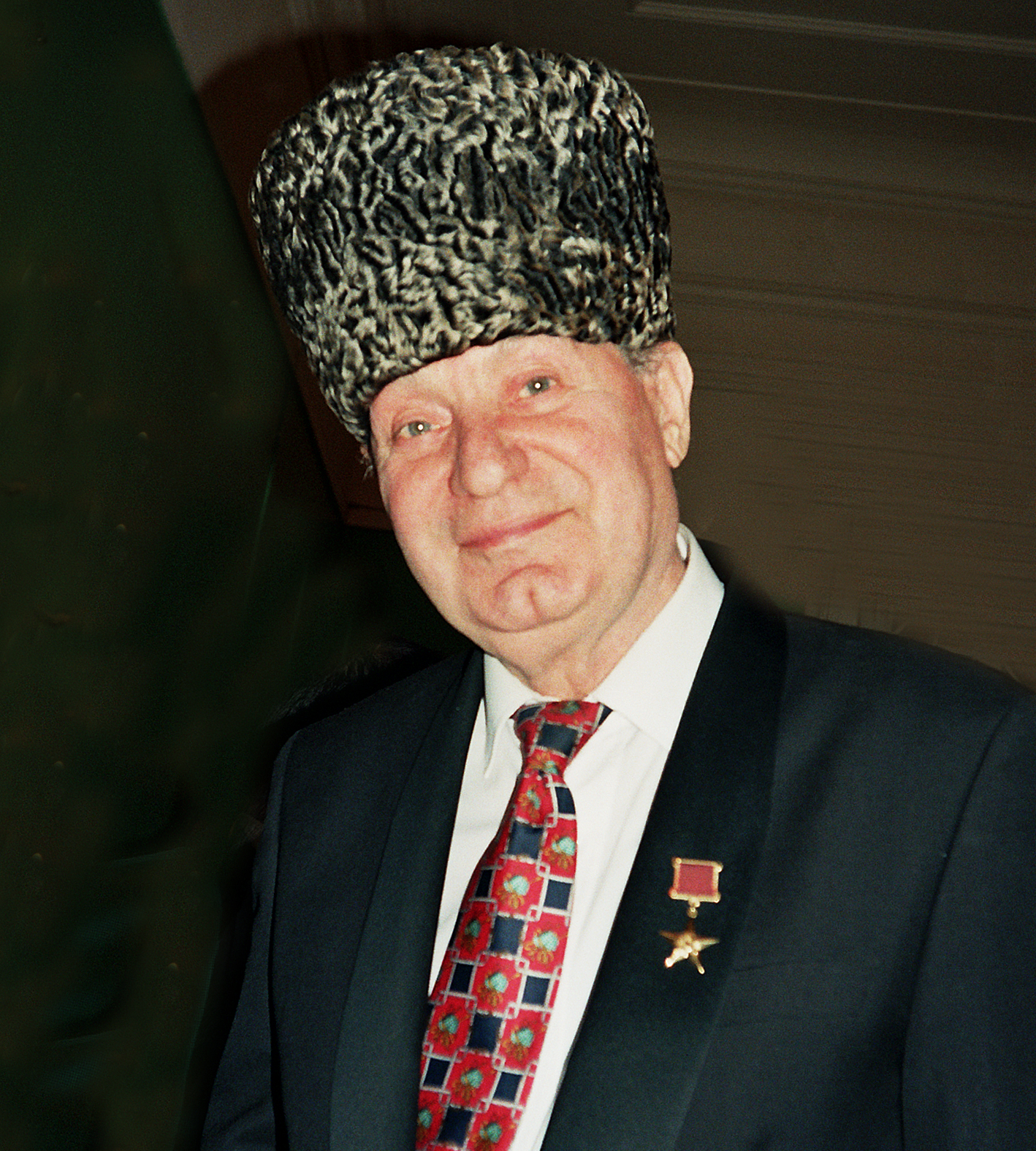
Makhmud Esambayev, conegut per la seva papakha, a la qual es referia com la seva "corona"